# Amplificazione Raman

Principio di funzionamento: a ogni freccia corrisponde l'emissione di fotoni la cui frequenza è legata alla differenza dei livelli energetici agli estremi

L'amplificazione Raman, nota anche come pompa Raman (Raman pump nella letteratura in lingua inglese), si usa nella trasmissione ottica DWDM per aumentare la portata del segnale in fibra, specie su tratte molto lunghe, senza dover amplificare i segnali alla sorgente, riducendo quindi effetti indesiderati come il cross-talk tra lunghezze d'onda adiacenti e migliorando la figura di rumore, dato che consente di usare per la trasmissione potenze ottiche più basse a parità di lunghezza di tratta (span). Questo tipo di amplificazione è basato sul fenomeno fisico noto come effetto Raman stimolato (Stimulated Raman Scattering, SRS) e di fatto utilizza la fibra stessa come amplificatore.

## Principio di funzionamento
L'effetto Raman consiste in una diffusione anelastica di fotoni all'interno di un mezzo non lineare, come ad esempio una fibra ottica. Nel mezzo viene inviato un fascio di fotoni la cui lunghezza d'onda (o frequenza) è tale da non poter attivare una transizione elettronica nelle molecole del materiale: questa condizione induce comunque una transizione vibrazionale e a causa dell'anelasticità del fenomeno l'energia generata si converte in un nuovo fotone di lunghezza d'onda differente (inferiore rispetto alla frequenza del fascio iniettato) che viene a sua volta diffuso nel mezzo. Sempre come conseguenza dell'anelasticità, la differenza tra la frequenza della luce prodotta dai fotoni diffusi e quella del fascio incidente (nota anche come frequenza di Stokes) coincide con la frequenza della transizione vibrazionale indotta nel mezzo.
La scelta opportuna della frequenza usata per la stimolazione (detta anche "frequenza dei fasci di pompa") combinata con le caratteristiche del mezzo trasmissivo consente di generare un'emissione di fotoni a frequenze arbitrarie, il che rende possibile utilizzare l'amplificatore Raman anche come convertitore di frequenza ottica.

## Applicazione pratica
Nel caso della trasmissione ottica, l'amplificazione Raman si usa soprattutto per fibre molto lunghe e in alcuni casi costituisce anche l'unica soluzione possibile. Essendo basata su un fenomeno di diffusione, è un'amplificazione di tipo distribuito. Il laser utilizzato per generare l'effetto Raman, detto anche "laser pompa", trasmette tipicamente impulsi ad alta energia in direzione contraria rispetto al fascio da amplificare; spesso si ricorre a più laser pompa, a frequenze e polarizzazioni diverse, le cui potenze di emissione vengono poi opportunamente aggiustate in modo da ottenere un guadagno finale piatto su tutto lo spettro del segnale utile.
Rispetto agli amplificatori in fibra drogata all'erbio (EDFA, Erbium-Doped Fiber Amplifiers), basati anch'essi sul fenomeno dell'emissione stimolata e ampiamente usati nella trasmissione ottica WDM, gli amplificatori Raman richiedono potenze molto più elevate, tuttavia su distanze molto lunghe gli amplificatori Raman presentano delle caratteristiche di rumore molto migliori, dato che il rumore indotto diminuisce con l'aumentare della lunghezza della fibra e si distribuisce su uno spettro di frequenze molto ampio (nell'ordine dei 10 THz).